# Stanborough Motte
Stanborough Motte är ett slott i Storbritannien.   Det ligger i grevskapet Devon och riksdelen England, i den södra delen av landet, 290 km sydväst om huvudstaden London. Stanborough Motte ligger 207 meter över havet.
Terrängen runt Stanborough Motte är huvudsakligen platt. Stanborough Motte ligger uppe på en höjd.Runt Stanborough Motte är det ganska tätbefolkat, med 93 invånare per kvadratkilometer. Närmaste större samhälle är Torquay, 19,3 km nordost om Stanborough Motte. Trakten runt Stanborough Motte består i huvudsak av gräsmarker.